# Ла Гаран Коломб
Ла Гаран Коломб (фр. La Garenne-Colombes) град је у Француској, у департману Горња Сена.
По подацима из 1999. године број становника у месту је био 24.067.

## Демографија
| 1962.  | 1968.  | 1975.  | 1982.  | 1990.  | 1999.  | 2011.  |
| ------ | ------ | ------ | ------ | ------ | ------ | ------ |
| 27.341 | 26.562 | 24.038 | 20.990 | 21.754 | 24.067 | 28.297 |

## Партнерски градови
- Yokneam Illit
- Ванген им Алгој
- Valpaços Municipality